# Гевак Андрій
Гевак Андрій (Шишка; 1923, Поляни, Жовківський район, Львівська область — 21 грудня 1945, Дубровиця, Яворівський район, Львівська область) — лицар Бронзового хреста бойової заслуги УПА.

## Життєпис
Освіта — 4 класи народної школи. Кулеметник сотні УПА «Холодноярці ІІ» (?-12.1945). Загинув у бою з облавниками. Будучи тяжко поранений застрелився, щоб не потрапити живим в руки ворога.
Старший стрілець (?), старший вістун (з датою смерті); відзначений Бронзовим хрестом бойової заслуги (5.09.1946).